# Frøken Rappesen
 Frøken Rappesen  er Joakim von Ands pligtopfyldende og loyale sekretær, der har sin faste plads i toppen af Von And-Bygningen.